# Îles Eklund
Les îles Eklund désigne un archipel qui se situe près de l'extrémité sud-ouest du détroit de George VI, vers le sud de la péninsule Antarctique.
Elles sont nommées d'après Carl R. Eklund.